# Strażnica KOP „Mielnica”

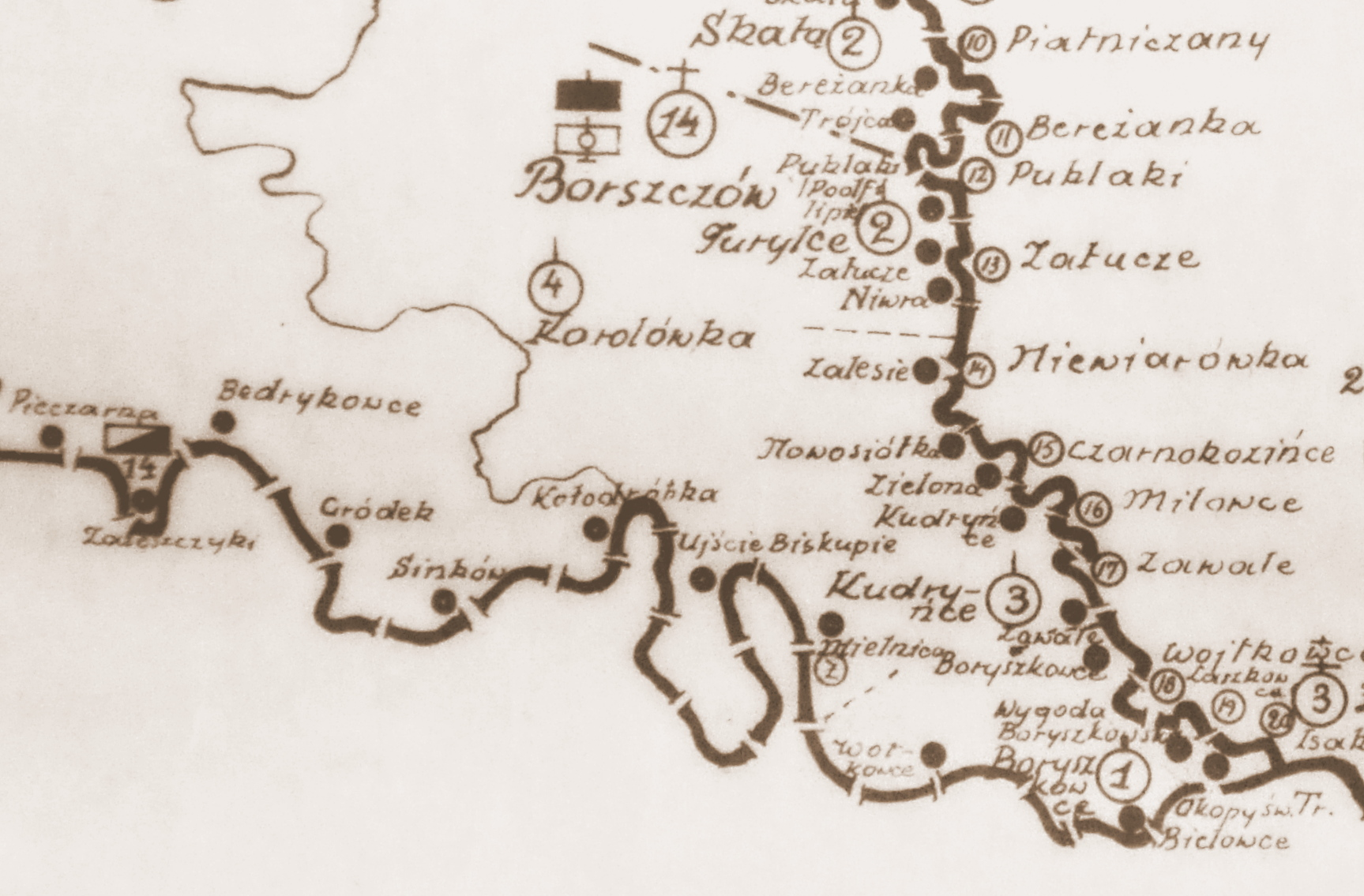
Rozmieszczenie batalionu KOP „Borszczów” w 1931

Strażnica KOP „Mielnica” – zasadnicza jednostka organizacyjna Korpusu Ochrony Pogranicza pełniąca służbę ochronną na granicy polsko-rumuńskiej.

## Formowanie i zmiany organizacyjne
W 1925, w składzie 4 Brygady Ochrony Pogranicza, został sformowany 14 batalion graniczny. W 1928 w skład batalionu wchodziło 12 strażnic. W latach 1928 – 1934 strażnica znajdowała się w 4 kompanii granicznej KOP „Korolówka” , a w 1938 i 1939 w strukturze organizacyjnej 1 kompanii granicznej KOP „Mielnica” funkcjonowała strażnica KOP „Mielnica”. Strażnica liczyła około 18 żołnierzy i rozmieszczona była przy linii granicznej z zadaniem bezpośredniej ochrony granicy państwowej.
W 1932 obsada strażnicy zakwaterowana była w budynku KOP. Strażnicę z macierzystą kompanią łączyła droga polna długości 2 km.

## Służba graniczna
Podstawową jednostką taktyczną Korpusu Ochrony Pogranicza przeznaczoną do pełnienia służby ochronnej był batalion graniczny. Odcinek batalionu dzielił się na pododcinki kompanii, a te z kolei na pododcinki strażnic, które były „zasadniczymi jednostkami pełniącymi służbę ochronną”, w sile półplutonu. Służba ochronna pełniona była systemem zmiennym, polegającym na stałym patrolowaniu strefy nadgranicznej, wystawianiu posterunków alarmowych, obserwacyjnych i kontrolnych stałych, patrolowaniu i organizowaniu zasadzek w miejscach rozpoznanych jako niebezpieczne, kontrolowaniu dokumentów i zatrzymywaniu osób podejrzanych, a także utrzymywaniu ścisłej łączności między oddziałami i władzami administracyjnymi.
Strażnica KOP „Mielnica” w 1932 ochraniała pododcinek granicy państwowej szerokości 8 kilometrów 400 metrów od słupa granicznego nr 103 do 92, a w 1938 pododcinek szerokości 10 kilometrów 850 metrów od słupa granicznego nr 103 do 91.
Sąsiednie strażnice:
- strażnica KOP „Wołkowce” ⇔ strażnica KOP „Horoszowa” – 1928[2], 1929[3]
- strażnica KOP „Wołkowce” ⇔ strażnica KOP „Uście Biskupie” – 1931[4] , 1932[5], 1934[6], 1938[7], 1938[7]